# 魅族M9
魅族 M9是魅族于2011年1月1日正式发售的手机产品。发售时采用Android 2.2系统，目前已经升级到Flyme OS 1.1.3，搭载三星 ARM Cortex-A8 S5PC110 1GHz CPU，高分辨率（326ppi）屏幕，性能达到发售时高端水平。

## 产品历史
该款产品在上市之前就吸引了极大关注，并且引发了预定浪潮，但在销售初期因为产能原因未能及时足量进行发售，引发了部分订购者的不满。
2011年1月1日，M9产品在北京、上海、广州、深圳、珠海五个城市进行首发活动，引发了抢购狂潮。不少订购者通宵排队购买手机，狂热的购买者甚至惊动当地公安部门。
2011年1月3日，M9首发的抢购狂潮引发争议，魅族方面表示将采取法律途径解决问题，并呼吁魅友冷静。
2011年4月15日，魅族发售M9 RE版。
2011年4月29日，魅族放出第一个基于Android 2.3的测试版固件。7月22日发布正式版Android 2.3固件。
2012年3月31日，魅族放出第一个基于Android 4.0.3的测试版固件。7月12日发布基于Android 4.0.3的正式版Flyme OS 1.0固件。
2012年11月21日，魅族M9正式停止销售，但仍将继续更新固件。

## 手机配置
- 中央处理器：三星 S5PC110，主频1GHz，该CPU基于Cortex-A8架构，内置了PowerVR SGX540图形加速器，可以支持复杂的3D UI以及大型游戏，结合32KB资料及32KB指令缓存，并且配备512KB的L2缓存，系统运行能力达到M8的三倍以上
- 随机存取存储器：512MB
- 唯讀記憶體：512MB
- 存储卡：M9最高可支持32GB存储卡
- 操作系统：刚开始上市时，使用Android 2.2；现在使用基于Android 4.0.3的正式版Flyme OS固件
- 屏幕：1600万色3.5英寸夏普屏幕，支持多点触控
- 屏幕分辨率：960×640
- 机身尺寸：113.0mm × 59.8mm × 11.2mm
- 重量：123克
- 颜色：黑色
- 摄像头：500万像素CMOS镜头，支持自动对焦、微距，支持拍摄最大720p尺寸的视频
- 音频输出：3.5mm耳机接口
- 通信能力：GSM/GPRS/EDGE/WCDMA/HSDPA/HSUPA
- 连接能力：蓝牙2.0、Wi-Fi/WAPI（802.11b/g/n）、MiniUSB
- 电池能力：1370mAh 3.7V 光宇鋰離子聚合物電池
- 内置传感器：GPS导航、重力传感、环境光度传感、红外距离传感和触摸传感